# Hartswater
Hartswater è un centro abitato del Sudafrica, situato nella provincia del Capo Settentrionale.